# Ilocomba
Ilocomba is een geslacht van spinnen uit de  familie van de Anyphaenidae (buisspinnen).

## Soorten
- Ilocomba marta Brescovit, 1997
- Ilocomba perija Brescovit, 1997